# Пергуба
Пергуба (карел. Perälahti) — станция, населённый пункт в составе Медвежьегорского городского поселения Медвежьегорского района Республики Карелия Российской Федерации.

## Общие сведения
Располагается на Заонежском полуострове в северо-восточной части Онежского озера вблизи города Медвежьегорск.

## Население
Численность населения в 1905 году составляла 89 человек.
| 2002 | 2009 | 2010 | 2013 |
| ---- | ---- | ---- | ---- |
| 109  | ↘75  | ↘54  | ↘48  |